# Kodeks (książka)

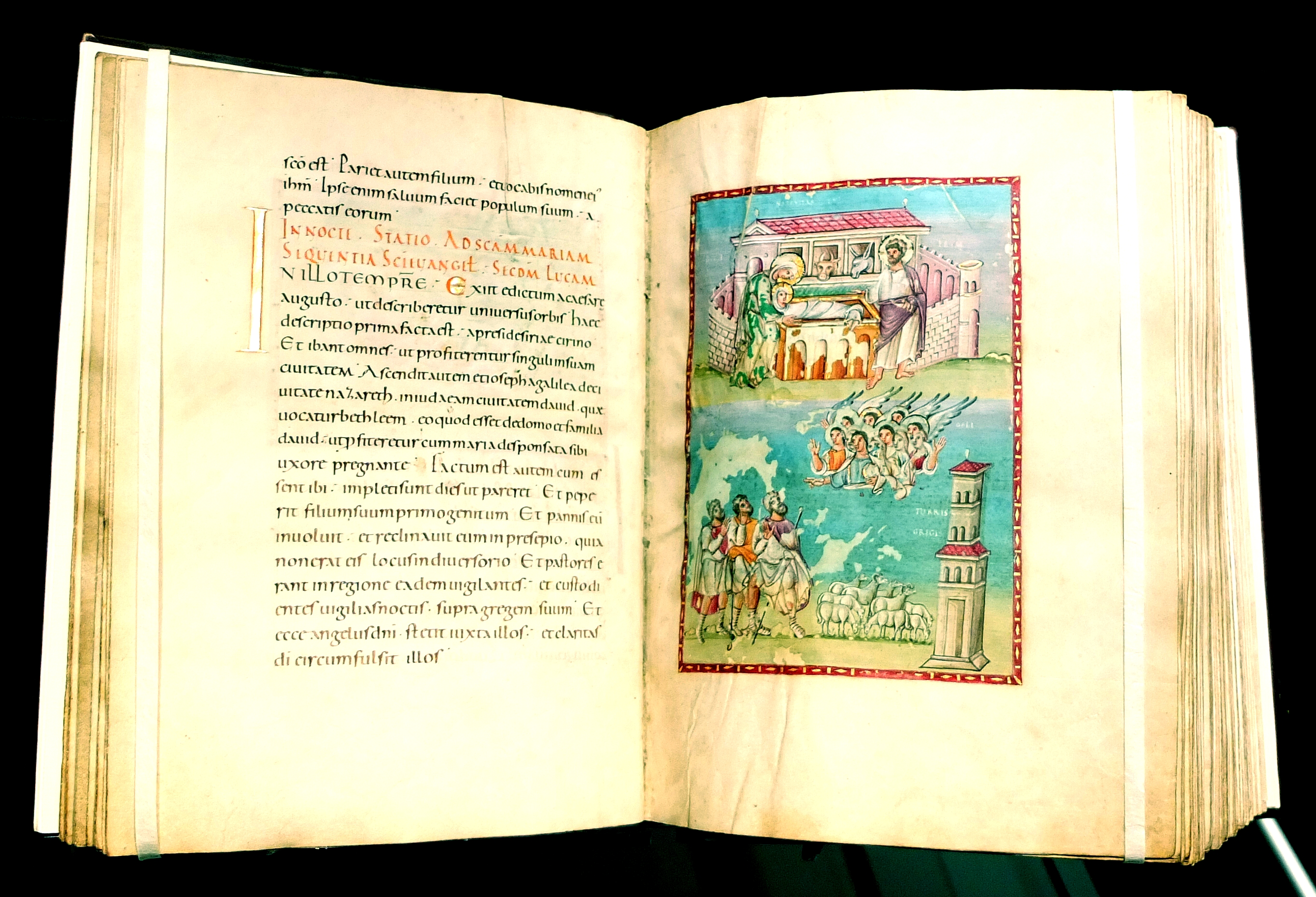
Kodeks Egberta

Kodeks – jedna z form książki. Jest to zbiór kart złączonych (szytych, klejonych) na jednym z brzegów nazywanym grzbietem książki. Karty kodeksu są z papirusu, pergaminu, albo papieru. Forma ta, stosowana od końca I wieku n.e., jest obecnie najpopularniejszą formą książki. Do innych zalicza się też zwój, leporello, książkę mówioną, książkę elektroniczną.
Nazwa "kodeks" pochodzi z łac. codex – 'pień drzewa', 'kloc drzewny'.
Pierwszorzędną zaletą kodeksu, która stanowi o jego przewadze nad zwojem papirusowym, jest łatwość konsultacji: kodeks można w każdej chwili otworzyć na dowolnej stronie, podczas gdy zwój papirusowy wymaga mozolnego przewijania.
Inną zaletą kodeksu jest możliwość pisania po obu stronach kart. T. C. Skeat szacuje, że w ten sposób zaoszczędza się ok. 44% materiału. W przypadku zwojów opistografia była rzadko stosowana (zwijać można było tylko w jedną stronę), a jeżeli już stosowano, po drugiej stronie zapisywano tekst innego dzieła. Kodeksy pozwalały więc na oszczędzanie materiału rękopiśmiennego. Częściej jednak niż zwoje podlegały uszkodzeniom. Niszczyły się zwłaszcza narożniki, ponadto często wypadały kartki. W przypadku rękopisów biblijnych rezultatem wypadania kartek może być brak zakończenia Ewangelii Marka (16,9-20) oraz tzw. Pericope adulterae w Ewangelii Jana (7,53 - 8,11) w wielu starożytnych kodeksach.

## Pierwsze kodeksy
Znane początki kodeksu sięgają 250 p.n.e. i związane są z Liber Linteus.
Pierwsze kodeksy pojawiły się za czasów Cesarstwa Rzymskiego i opierały się na systemie zszywania zapisanych po obu stronach kart. Wzmianki źródłowe na ten temat pochodzą z I wieku n.e. Ze względu na drogi materiał, pisanie tekstu po obu stronach było niewątpliwie dużą zaletą. Kolejnym etapem było klejenie kart. W najstarszych kodeksach pisano w kolumnach, bez odstępów między wyrazami i zdaniami. Taki sposób pisania określa się jako stychometryczny (gr. 'stichos' - rząd, linia). Już w IV wieku wchodzi w użycie kolometryczny (gr. 'kolon' - człon) system pisania, zastępujący brak interpunkcji. W każdej linii tekstu umieszczano tę część zdania, która miała wewnętrzny sens. Tę formę po dziś dzień się stosuje w przekładach partii poetyckich Pisma Świętego.
Ze względu na kształt liter kodeksy dzieli się na majuskułowe i minuskułowe.

## Kodeksy chrześcijańskie

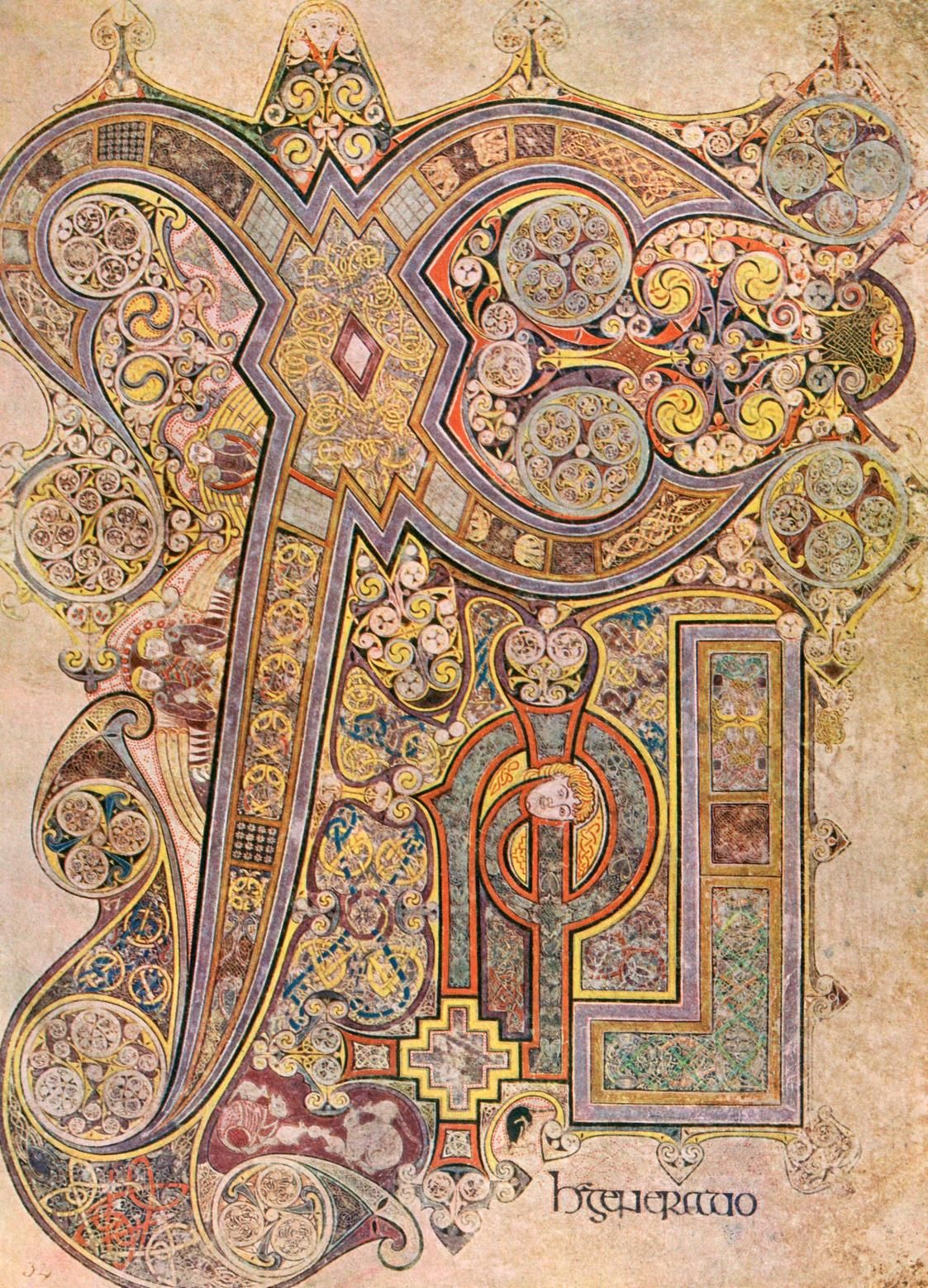
Chi Rho Monogram z Księgi z Kells

W I wieku n.e. kodeksy używane są w literaturze pierwszych chrześcijan i zachowane z okresu ok. 100 lat po narodzeniu Chrystusa.
Tylko cztery spośród zachowanych dotychczas rękopisów Nowego Testamentu spisanych zostało na zwojach, ale aż trzy z nich jest tzw. opistografami, tzn. zwojami, po których drugiej stronie zapisano nowy tekst. Zachował się tylko jeden oryginalny zwój ({\displaystyle {\mathfrak {P}}^{22}}). Kodeks upowszechnił się w IV wieku i wyparł zwój.
Teodor Cressy Skeat był zdania, że Ewangelia Marka od samego początku mogła być kodeksem.
Również Apokalipsa mogła być kodeksem. Dowodzi tego: 
- Siedem listów z rozdziałów 2-3.
- Wizja księgi zapieczętowanej z Ap 5,1 nn. Siedem pieczęci wskazuje raczej na kodeks niż zwój.
- Księga zapisana jest od wewnątrz i zewnątrz[9].
- Księga została otwarta (Ap 5,2-3; 6,1 nn), nie rozwinięta.

Najstarszy rękopis Nowego Testamentu, Papirus Rylandsa 457 ({\displaystyle {\mathfrak {P}}^{52}}), był kodeksem. Kodeks ten zawierał tekst Ewangelii Jana na około 130 stronach.

## Kodeksy w Europie
Kodeksy średniowieczne były to księgi zawierające teksty zarówno religijne, jak i świeckie (w tym rękopiśmienne kopie literatury antycznej). Pisano je na pergaminie, czyli odpowiednio wyprawionej skórze cielęcej, gdyż nie znano wówczas papieru. Przed rozpoczęciem pracy nad przepisywaniem tekstów, trzeba było zlikwidować chropowatość, wygładzając karty pumeksem lub ostrzem noża i nakreślić linie. Ozdabianie kart było bardzo pracochłonne. Iluminatorzy tworzyli niewielkie, lecz efektowne rysunki, tzw. iluminacje. Gotowe karty zszywano i oprawiano w płytki z kości słoniowej lub pozłacaną blachę wysadzaną klejnotami.
Największym rękopiśmiennym kodeksem jest Kodeks Gigas.
Po roku 1120 zaczęto pisać na papierze. Około roku 1400 papier dominował już w Europie.

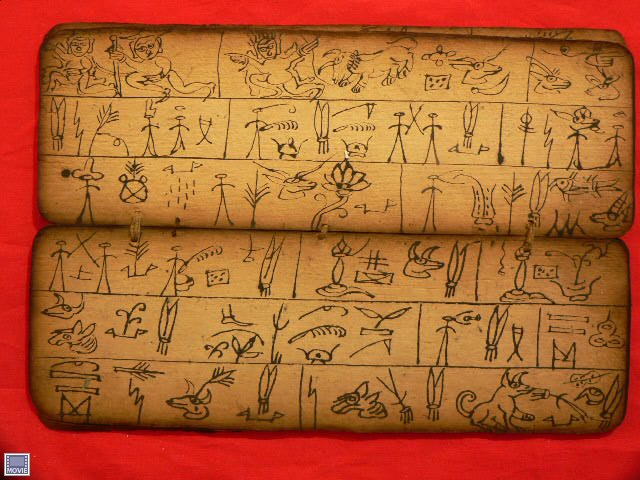
Codex dongba, Chiny

## Literatura
- David Diringer, The Book Before Printing: Ancient, Medieval and Oriental, Courier Dover Publications, New York 1982, ISBN 0-486-24243-9
- C. H. Roberts — T. C. Skeat, The Birth of the Codex, Oxford University Press, New York — Cambridge 1983.
- Larry W. Hurtado, The Earliest Christian Artifacts: Manuscripts and Christian Origins, Cambridge 2006.